# 蘭貝特二世 (魯汶)
蘭貝特二世（荷蘭語：Lambert II van Leuven），魯汶伯爵，蘭貝特一世之子，1033年至1054年在位。

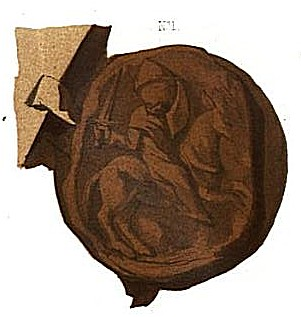

## 家庭
蘭貝特的妻子是洛林公爵戈特隆一世的女兒奧達，兩人共有2子1女：
1. 亨利二世（—1078年）
2. 阿德拉（—1083年）
3. 雷尼耶（—1077年）